# Primera División de Chile 1981
El Campeonato Nacional de Primera División de 1981 fue el torneo disputado en la 49.ª temporada de la máxima categoría del fútbol profesional chileno.
El torneo consistió en un campeonato a dos ruedas con un sistema de todos contra todos. Contó con la participación de 16 equipos, entre los que finalmente se consagró campeón Colo-Colo, institución que obtuvo el decimotercer campeonato de su historia. 
En la parte baja de la tabla de posiciones, descendieron a Segunda División Everton, Ñublense, Deportes Concepción y San Luis de Quillota.

## Equipos por región
| Región               | N.º | Equipos |
| -------------------- | --- | --- |
| Región Metropolitana | 7   | Audax Italiano, Colo-Colo, Magallanes, Palestino, Unión Española, Universidad Católica y Universidad de Chile |
| Biobío               | 3   | Deportes Concepción, Naval y Ñublense                                                                         |
| Valparaíso           | 2   | Everton y San Luis                                                                                            |
| Tarapacá             | 1   | Deportes Iquique                                                                                              |
| Antofagasta          | 1   | Cobreloa |
| Coquimbo             | 1   | Deportes La Serena                                                                                            |
| O'Higgins            | 1   | O'Higgins |

## Tabla final
| Pos | Equipo               | PJ | PG | PE | PP | GF | GC | Dif | Pts |
| --- | -------------------- | -- | -- | -- | -- | -- | -- | --- | --- |
| 1   | Colo-Colo            | 30 | 19 | 8  | 3  | 63 | 22 | 41  | 48  |
| 2   | Cobreloa             | 30 | 20 | 6  | 4  | 53 | 21 | 32  | 46  |
| 3   | Universidad de Chile | 30 | 16 | 8  | 6  | 50 | 34 | 16  | 40  |
| 4   | Unión Española       | 30 | 12 | 10 | 8  | 44 | 32 | 12  | 35  |
| 5   | Naval                | 30 | 11 | 11 | 8  | 46 | 34 | 12  | 33  |
| 6   | Magallanes           | 30 | 12 | 8  | 10 | 45 | 39 | 6   | 32  |
| 7   | Audax Italiano       | 30 | 10 | 10 | 10 | 42 | 40 | 2   | 31  |
| 8   | Universidad Católica | 30 | 11 | 8  | 11 | 41 | 33 | 8   | 30  |
| 9   | Deportes La Serena   | 30 | 10 | 9  | 11 | 40 | 49 | -9  | 29  |
| 10  | O'Higgins            | 30 | 9  | 9  | 12 | 40 | 44 | -4  | 27  |
| 11  | Palestino            | 30 | 7  | 12 | 11 | 32 | 36 | -4  | 26  |
| 12  | Deportes Iquique     | 30 | 9  | 8  | 13 | 43 | 53 | -10 | 26  |
| 13  | San Luis             | 30 | 8  | 9  | 13 | 38 | 50 | -12 | 25  |
| 14  | Deportes Concepción  | 30 | 7  | 10 | 13 | 33 | 46 | -13 | 24  |
| 15  | Everton              | 30 | 5  | 12 | 13 | 36 | 60 | -24 | 23  |
| 16  | Ñublense             | 30 | 2  | 6  | 22 | 17 | 70 | -53 | 10  |

PJ=Partidos jugados; PG=Partidos ganados; PE=Partidos empatados; PP=Partidos perdidos; GF=Goles a favor; GC=Goles en contra; Dif=Diferencia de gol; Pts=Puntos
|  | Campeón. Clasifica a la Copa Libertadores 1982 |
|  | Clasifica a la Liguilla Pre-Libertadores       |
|  | Juega la Liguilla de Promoción                 |
|  | Desciende a Segunda División                   |

## Campeón
|                               |
| Campeón Colo-Colo 13.º título |
|                               |

## Liguilla Pre-Libertadores
| Pos | Equipo               | PJ | PG | PE | PP | GF | GC | Dif | Pts |
| --- | -------------------- | -- | -- | -- | -- | -- | -- | --- | --- |
| 1   | Cobreloa             | 3  | 2  | 1  | 0  | 7  | 5  | 2   | 5   |
| 2   | Universidad de Chile | 3  | 2  | 0  | 1  | 4  | 3  | 1   | 4   |
| 3   | Naval                | 3  | 1  | 0  | 2  | 2  | 3  | -1  | 2   |
| 4   | Unión Española       | 3  | 0  | 1  | 2  | 4  | 6  | -2  | 1   |

PJ=Partidos jugados; PG=Partidos ganados; PE=Partidos empatados; PP=Partidos perdidos; GF=Goles a favor; GC=Goles en contra; Dif=Diferencia de gol; Pts=Puntos
|  | Clasifica a la Copa Libertadores 1982 |

## Liguilla de Promoción
Los 4 equipos que participaron en esa liguilla, tenían que jugar en una sola sede, en este caso en Antofagasta y lo disputaron en un formato de todos contra todos en 3 partidos. Los 2 ganadores jugarán en Primera División para el año 1982, mientras que los 2 perdedores jugarán en Segunda División para el mismo año mencionado. Lo curioso de esta liguilla, es que Deportes Antofagasta jugó esta Liguilla en su propia casa, pero no logró el objetivo de ascender.
| Pos | Equipo               | PJ | PG | PE | PP | GF | GC | Dif | Pts |
| --- | -------------------- | -- | -- | -- | -- | -- | -- | --- | --- |
| 1   | Palestino            | 3  | 2  | 1  | 0  | 4  | 2  | 2   | 5   |
| 2   | Deportes Iquique     | 3  | 1  | 2  | 0  | 7  | 6  | 1   | 4   |
| 3   | Deportes Antofagasta | 3  | 0  | 2  | 1  | 4  | 5  | -1  | 2   |
| 4   | Coquimbo Unido       | 3  | 0  | 1  | 2  | 4  | 6  | -2  | 1   |

PJ=Partidos jugados; PG=Partidos ganados; PE=Partidos empatados; PP=Partidos perdidos; GF=Goles a favor; GC=Goles en contra; Dif=Diferencia de gol; Pts=Puntos
|  | Jugarán en Primera División de Chile 1982 |
|  | Jugarán en Segunda División de Chile 1982 |

1º Fecha
| 30 de enero de 1982 | Palestino    | 1 : 1 | Deportes Iquique | Estadio Regional, Antofagasta                                   |                                                                 |
|                     | Arturo Salah |       | Nelson Pedetti   | Asistencia: 23.457 espectadores Árbitro(s): Enrique Marín Gallo | Asistencia: 23.457 espectadores Árbitro(s): Enrique Marín Gallo |

| 30 de enero de 1982 | Deportes Antofagasta | 1 : 1 | Coquimbo Unido  | Estadio Regional, Antofagasta                              |                                                            |
|                     | Eduardo Lobos        |       | Julio Dinamarca | Asistencia: 23.457 espectadores Árbitro(s): Néstor Mondría | Asistencia: 23.457 espectadores Árbitro(s): Néstor Mondría |

2º Fecha
| 3 de febrero de 1982 | Palestino           | 1 : 0 | Coquimbo Unido | Estadio Regional, Antofagasta                                 |                                                               |
|                      | Edgardo Fuentes 69' |       |                | Asistencia: 18.540 espectadores Árbitro(s): Hernán Silva Arce | Asistencia: 18.540 espectadores Árbitro(s): Hernán Silva Arce |

| 3 de febrero de 1982 | Deportes Antofagasta                | 2 : 2 | Deportes Iquique                         | Estadio Regional, Antofagasta                                   |                                                                 |
|                      | Eduardo Lobos 8' · Ángel Bustos 60' |       | Hugo Solís 18' · Víctor Hugo Saravia 64' | Asistencia: 18.540 espectadores Árbitro(s): Carlos Robles Mella | Asistencia: 18.540 espectadores Árbitro(s): Carlos Robles Mella |

3º Fecha
| 6 de febrero de 1982 | Deportes Iquique                                                                   | 4 : 3 | Coquimbo Unido                                           | Estadio Regional, Antofagasta                                   |                                                                 |
|                      | Arturo Jáuregui 17' · Wilfredo Arriaza 37' · Fidel Dávila 43' · Nelson Pedetti 77' |       | Rogelio Farías 40' · Vergara 69' · Camilo Benzi 86' (p.) | Asistencia: 25.553 espectadores Árbitro(s): Enrique Marín Gallo | Asistencia: 25.553 espectadores Árbitro(s): Enrique Marín Gallo |

| 6 de febrero de 1982 | Palestino                            | 2 : 1 | Deportes Antofagasta | Estadio Regional, Antofagasta                                 |                                                               |
|                      | Alfredo Arias 83' · Rodney Anley 85' |       | Navid Contreras 5'   | Asistencia: 25.553 espectadores Árbitro(s): Hernán Silva Arce | Asistencia: 25.553 espectadores Árbitro(s): Hernán Silva Arce |

- Palestino y Deportes Iquique se mantienen en la Primera División para el año 1982. En tanto, Deportes Antofagasta y Coquimbo Unido se mantienen en la Segunda División, para la misma temporada mencionada.

## Goleadores
| Jugador              | Equipo               | Goles |
| -------------------- | -------------------- | ----- |
| Carlos Caszely       | Colo-Colo            | 20    |
| Luis Marcoleta       | Magallanes           | 16    |
| Víctor Cabrera       | San Luis             | 16    |
| Severino Vasconcelos | Colo-Colo            | 15    |
| Jorge Aravena        | Naval                | 14    |
| Miguel Ángel Gamboa  | Universidad de Chile | 14    |
| Juan Carlos Letelier | Audax Italiano       | 13    |
| Jorge Luis Siviero   | Cobreloa             | 13    |
| José Bernal          | Magallanes           | 13    |
| Washington Olivera   | Cobreloa             | 12    |
| Arturo Jáuegui       | Magallanes           | 12    |
| Miguel Ángel Neira   | Universidad Católica | 12    |
| Hugo Hernán Iter     | Deportes La Serena   | 11    |
| Hugo Ubeda           | O'Higgins            | 11    |
| Alfredo Arias        | Palestino            | 11    |
| Torino               | Deportes La Serena   | 10    |
| Ricardo Flores       | Naval                | 10    |
| Horacio Simaldone    | Unión Española       | 10    |
| Sandrino Castec      | Universidad de Chile | 10    |